# Municipio de Ransom (Minnesota)
El municipio de Ransom (en inglés: Ransom Township) es un municipio ubicado en el condado de Nobles en el estado estadounidense de Minnesota. En el año 2010 tenía una población de 230 habitantes y una densidad poblacional de 2,44 personas por km².

## Geografía
El municipio de Ransom se encuentra ubicado en las coordenadas 43°33′5″N 95°45′48″O / 43.55139, -95.76333. Según la Oficina del Censo de los Estados Unidos, el municipio tiene una superficie total de 94.38 km², de la cual 94,3 km² corresponden a tierra firme y (0,09 %) 0,08 km² es agua.

## Demografía
Según el censo de 2010, había 230 personas residiendo en el municipio de Ransom. La densidad de población era de 2,44 hab./km². De los 230 habitantes, el municipio de Ransom estaba compuesto por el 97,83 % blancos, el 0,43 % eran afroamericanos, el 0,43 % eran asiáticos, el 0,43 % eran de otras razas y el 0,87 % eran de una mezcla de razas. Del total de la población el 0,43 % eran hispanos o latinos de cualquier raza.